# Arcidiecéze bourgeská
Arcidiecéze Bourges (lat. Archidioecesis Bituricensis, franc. Archidiocèse de Bourges) je francouzská římskokatolická arcidiecéze. Leží na území departementu Cher, jehož hranice přesně kopíruje. Sídlo arcibiskupství i katedrála svatého Štěpána se nachází ve městě Bourges. Arcidiecéze je součástí tourské církevní provincie.
Od roku 2018 je bourgeským arcibiskupem Mons. Jérôme Beau.

## Historie
Arcibiskupství bylo v Bourges zřízeno v průběhu 3. století.
V důsledku konkordátu z roku 1801 bylo 29. listopadu 1801 bulou papeže Pia VII. Qui Christi Domini zrušeno velké množství francouzských diecézí, mezi nimi také neverská diecéze, jejíž území bylo včleněno do arcidiecéze bourgeské. Neverské biskupství bylo obnoveno bulou Paternae caritatis 6. října 1822.
Od 8. prosince 2002 je arcidiecéze bourgeská sufragánem tourské arcidiecéze; do té doby byla metropolitní arcidiecézí.